# 豊顕寺
豊顕寺（ぶげんじ）は、神奈川県横浜市神奈川区三ツ沢西町にある法華宗陣門流の寺院である。山号は法照山。

## 由緒
永正12年（1515年）、三河国八名郡多米（ため）（愛知県豊橋市多米町）を本貫の地とする多米氏（多目氏。平氏系）の一族である多米周防守元興は父元益の追善供養のため、本興寺（静岡県湖西市）の末寺として三河国多米の地に本顕寺という寺を建立した。この父元益は北条早雲（伊勢新九郎）と意気投合して早雲の大志に協力した人物である。それゆえ、多米氏は後北条氏より「御由緒家」という別格の扱いを受けていた。子の元興も家臣として活躍して青木城主でもあったが、剃髪して隠居し、武蔵国久良木郡三沢に当寺院を移転し、法照山豊顕寺と名を改めた。しかし、天正18年（1590年）、関白豊臣秀吉の相模国小田原城（神奈川県小田原市）攻めで、多米氏の多くは後北条氏と共に歴史から消えた。
多米氏の強力な庇護は無くなったが、当寺院は繁栄した。豊臣秀吉の没後、征夷大将軍の宣下を受け日本の権力が移った徳川家の下で江戸時代に栄えることとなる。1720年（享保5年）に老中久世重之の力などで当寺院に江戸幕府の許可が下ったため、檀林（だんりん・僧の学問所）を設置した。いわゆる三沢檀林（みつざわだんりん）である。最盛期には学舎5棟、学寮25棟、学徒は300人を越えたと言う。かつては、5万2,000坪に及んだ境内には八重桜が見事で、「喧嘩するなら豊顕寺の花見まで待て」と言われていたとされる。
明治の火災、大正の関東大震災により、壇林は廃止された。横浜駅（神奈川県横浜市西区高島）より2km程の地にある趣の有る寺院である。

## 所在地
- 〒221-0855  神奈川県横浜市神奈川区三ツ沢西町16番地－1

## 交通
- 横浜市営地下鉄ブルーライン　—　三ツ沢上町駅。
- 第三京浜道路・首都高速神奈川2号三ツ沢線・横浜新道　—　保土ヶ谷インターチェンジ

## 他の寺院
総本山
- 長久山本成寺　—　新潟県三条市

関東教区　東京別院
- 徳栄山本妙寺　—　東京都豊島区
- 法光寺（東京都荒川区）
- 立行寺（東京都港区白金）
- 妙行寺（東京都豊島区）